# Фосс (мюзикл)
«Фосс» (англ. Fosse) — американский трёхактный ревю-мюзикл, построенный на хореографических номерах Боба Фосса. Создан Ричардом Малтби младшим, Четом Уокером, и Энн Райнкинг. Мировая премьера мюзикла состоялась 14 января 1999 года в бродвейском театре «Бродхерст».

## История
Первая идея по созданию мюзикла «Фосс» принадлежит Чету Уокеру, работавшему во многих шоу, в которых Боб Фосс ставил хореографию. Чет открыл в Нью-Йорке мастер-класс, где отрабатывал с танцорами номера будущей постановки. Затем последовали два месяца репетиций в Студии национального балета Канады в Торонто. Именно отсюда Канадская театральная компания «Livent» начала тур предпоказов мюзикла. Первое представление состоялось в «Центре искусств Торонто» в июле 1998 года. Здесь превью шло шесть недель. Затем предпоказы были в Бостоне и Лос-Анджелесе. В последнем городе постановка перетерпела ряд значительных изменений. В частности было сокращено время представления с трёх часов десяти минут до двух часов тридцати минут.
Финальный предпросмотр открылся в бродвейском театре «Бродхерст» 26 декабря 1998 года. Здесь же 14 января состоялась мировая премьера мюзикла.

## Постановки

### Предпоказы
| Город (страна)     | Театральная площадка     | Дата открытия | Дата закрытия | Кол-во спектаклей |
| ------------------ | ------------------------ | ------------- | ------------- | ----------------- |
| Торонто (Канада)   | «Центр Искусств Торонто» | 16.07.1998    | 30.08.1998    | 53                |
| Бостон (США)       | «Колониальный театр»     | 10.09.1998    | 27.09.1998    | 22                |
| Лос-Анджелес (США) | «Амансон»                | 09.10.1998    | 06.12.1998    | 69                |
| Нью-Йорк (США)     | «Бродхерст» (Бродвей)    | 26.12.1998    | 13.01.1999    | 21                |

### Стационарные
| Город (страна)          | Компания                   | Театральная площадка        | Дата открытия | Дата закрытия | Кол-во спектаклей |
| ----------------------- | -------------------------- | --------------------------- | ------------- | ------------- | ----------------- |
| Нью-Йорк (США)          | «The Shubert Organization» | «Бродхерст» (Бродвей)       | 14.01.1999    | 25.08.2001    | 1093              |
| Лондон (Великобритания) | «The Shubert Organization» | «Принц Уэльский» (Вест-Энд) | 08.02.2000    | 06.01.2001    | н.д.              |

## Награды и номинации

### Бродвей
| Год  | Премия       | Категория                         | Номинант(ы)                           | Результат |
| ---- | ------------ | --------------------------------- | ------------------------------------- | --------- |
| 1999 | «Тони»       | Лучший мюзикл                     | «The Shubert Organization» и «Livent» | Победа    |
| 1999 | «Тони»       | Лучшая мужскаю роль второго плана | Дезмонд Ричардсон                     | Номинация |
| 1999 | «Тони»       | Лучшая мужскаю роль второго плана | Скотт Вайз                            | Номинация |
| 1999 | «Тони»       | Лучшая женская роль второго плана | Валери Петтифорд                      | Номинация |
| 1999 | «Тони»       | Лучшая режиссура                  | Ричард Малтби мл. и Энн Райнкинг      | Номинация |
| 1999 | «Тони»       | Лучшая оркестровка                | Ральф Бёрнс и Дуг Бестермен           | Победа    |
| 1999 | «Тони»       | Лучшие костюмы                    | Санто Локуасто                        | Номинация |
| 1999 | «Тони»       | Лучший свет                       | Эндрю Бридж                           | Победа    |
| 1999 | «Драма Деск» | Лучший мюзикл                     | «The Shubert Organization» и «Livent» | Победа    |
| 1999 | «Драма Деск» | Лучшая актриса в мюзикле          | Джейн Ланье                           | Номинация |
| 1999 | «Драма Деск» | Лучший режиссёр мюзикла           | Ричард Малтби мл. и Энн Райнкинг      | Номинация |

### Вест-Энд
| Год  | Премия                  | Категория                     | Номинант(ы)             | Результат |
| ---- | ----------------------- | ----------------------------- | ----------------------- | --------- |
| 2001 | «Премия Лоренса Оливье» | Лучший новый мюзикл           |                         | Номинация |
| 2001 | «Премия Лоренса Оливье» | Лучшая женская роль в мюзикле | Никола Хьюз             | Номинация |
| 2001 | «Премия Лоренса Оливье» | Лучшая хореография            | Боб Фосс и Энн Райнкинг | Победа    |